# Sean Rayhall

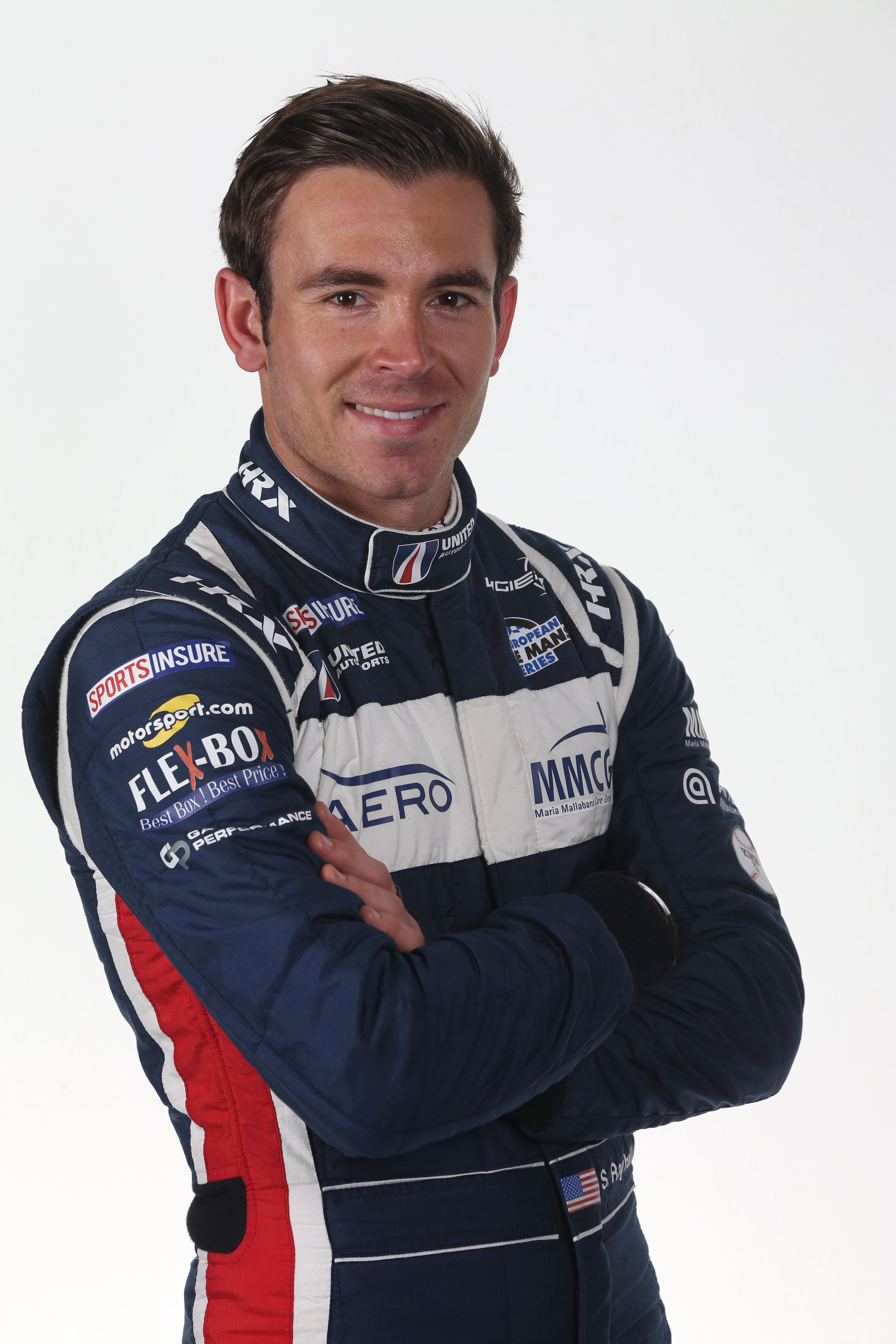
Sean Rayhall in 2017

Sean Rayhall (Winston, Georgia, 10 maart 1995) is een Amerikaans autocoureur.

## Carrière
Rayhall begon zijn autosportcarrière op zevenjarige leeftijd in het karting. In 2004 reed hij in de Yamaha Junior-klasse van het Georgia Sprint Kart Championship. In de volgende seizoenen nam hij deel in het kampioenschap van Florida en de WKA Manufacturer's Cup. Hij won twee kampioenschappen in het GSKC in 2007 in zowel de HPV2- als de Rotax Junior-klassen.
Aan het einde van 2007 maakte Rayhall de overstap naar het formuleracing, waarbij hij deelnam aan de Skip Barber Southern Series. In 2009 won hij op Road Atlanta zijn eerste autorace in een Reynard R/T 2000. In 2010 stapte hij over naar de Formula Enterprises en maakte tevens zijn debuut in het legends car racing. In de Formula Enterprises won hij zes races op het New Jersey Motorsports Park, het Miller Motorsports Park, de Brainerd International Raceway en de Virginia International Raceway en won het kampioenschap met 23 punten voorsprong op Scott Rettich. In de Legends werd hij kampioen op de ovals van de Atlanta Motor Speedway en de Charlotte Motor Speedway. Hiernaast won hij de Legends Million race in de Semi Pro/Young Lions-klasse.
In 2011 maakte Rayhall zijn debuut in het stock car racing in de USAR Pro Cup Series. Een derde plaats op de New Smyrna Speedway was zijn beste resultaat in de acht races van het kampioenschap. In 2012 bleef hij rijden in de stock cars, maar nu in de UARA Stars. Een week na een rugblessure in de Big Money 100 in Charlotte behaalde hij zijn enige overwinning van het seizoen op de Caraway Speedway en werd vierde in het kampioenschap.
In 2013 stapte Rayhall over naar het sports car racing, waarin hij voor het team Comprent Motorsports kampioen werd in de L1-klasse van het Cooper Tires Prototype Lites Championship met zes overwinningen en zes andere podiumplaatsen. Hierna maakte hij de overstap naar de PC-klasse van de American Le Mans Series, waarin hij samen met Oswaldo Negri jr. als tweede in deze klasse eindigde in Petit Le Mans. In 2014 maakte hij de fulltime overstap naar de PC-klasse van het United SportsCar Championship voor de teams BAR1 Motorsport en 8 Star Motorsports. Samen met Luis Díaz behaalde hij twee overwinningen op de Virginia International Raceway en het Circuit of the Americas en eindigde hierdoor als zesde in deze klasse.
In 2015 maakte Rayhall zijn debuut in de Indy Lights voor 8 Star tijdens het raceweekend op het Barber Motorsports Park. In slechts zijn vierde race op de Indianapolis Motor Speedway won hij zijn eerste race in dit kampioenschap.